# Fußball-Club Gelsenkirchen-Schalke 04 1993-1994
Questa voce raccoglie le informazioni riguardanti il Fußball-Club Gelsenkirchen-Schalke 04 nelle competizioni ufficiali della stagione 1993-1994.

## Stagione
Nella stagione 1993-1994 lo Schalke, allenato da Helmut Schulte e Jörg Berger, concluse il campionato di Bundesliga al 14º posto. In Coppa di Germania lo Schalke fu eliminato al terzo turno dal Bayern Monaco.

## Rosa
| N. |                        | Ruolo | Calciatore      |
| -- | ---------------------- | ----- | --------------- |
| 2  | Germania (bandiera)    | D     | Thomas Linke    |
| 4  | Germania (bandiera)    | D     | Yves Eigenrauch |
| 6  | Germania (bandiera)    | C     | Andreas Müller  |
| 9  | Paesi Bassi (bandiera) | A     | Youri Mulder    |
| 12 | Germania (bandiera)    | C     | Uwe Scherr      |
| 15 | Germania (bandiera)    | D     | Michael Prus    |
| 18 | Ucraina (bandiera)     | A     | Sergej Dikhtiar |
| 19 | Germania (bandiera)    | C     | Michael Büskens |
| 20 | Rep. Ceca (bandiera)   | C     | Jiří Němec      |
| 22 | Germania (bandiera)    | P     | Mathias Schober |
|    | Germania (bandiera)    | P     | Holger Gehrke   |
|    | Germania (bandiera)    | P     | Jens Lehmann    |

| N. |                        | Ruolo | Calciatore           |
| -- | ---------------------- | ----- | -------------------- |
|    | Germania (bandiera)    | D     | Günter Güttler       |
|    | Germania (bandiera)    | D     | Hendrik Herzog       |
|    | Germania (bandiera)    | D     | Markus Schwiderowski |
|    | Germania (bandiera)    | C     | Ingo Anderbrügge     |
|    | Stati Uniti (bandiera) | C     | Chad Deering         |
|    | Croazia (bandiera)     | C     | Fabijan Komljenović  |
|    | Germania (bandiera)    | C     | Jürgen Luginger      |
|    | Germania (bandiera)    | C     | Mark Schierenberg    |
|    | Germania (bandiera)    | A     | Rainer Borgmeier     |
|    | Germania (bandiera)    | A     | Dieter Eckstein      |
|    | Angola (bandiera)      | A     | Miguel Pereira       |
|    | Germania (bandiera)    | A     | Peter Sendscheid     |

## Organigramma societario
Area tecnica
- Allenatore: Jörg Berger
- Allenatore in seconda: Hubert Neu
- Preparatore dei portieri:
- Preparatori atletici:

## Calciomercato

### Sessione estiva
| Acquisti | Acquisti            | Acquisti              | Acquisti |
| R.       | Nome                | da                    | Modalità |
| -------- | ------------------- | --------------------- | -------- |
| A        | Dieter Eckstein     | Norimberga            |          |
| A        | Marinus Bester      | Amburgo               |          |
| C        | Chad Deering        | Werder Brema          |          |
| A        | Sergej Dikhtiar     | Schalke 04 (juniores) |          |
| C        | Fabijan Komljenović | NK Zagabria           |          |
| A        | Youri Mulder        | Twente                |          |
| C        | Jiří Němec          | Sparta Praga          |          |

| Cessioni | Cessioni                 | Cessioni              | Cessioni |
| R.       | Nome                     | a                     | Modalità |
| -------- | ------------------------ | --------------------- | -------- |
| C        | Antoine Hey              | TeBe Berlino          |          |
| C        | Tomas Daumantas          | KSK Beveren           |          |
| A        | Bent Egsmark Christensen | Olympiacos            |          |
| C        | Steffen Freund           | Borussia Dortmund     |          |
| C        | Andreas Gaber            | Remscheid             |          |
| P        | Gerald Hillringhaus      | TeBe Berlino          |          |
| A        | Uwe Leifeld              | Preußen Münster       |          |
| D        | Richard Mademann         | Homburg               |          |
| A        | Radmilo Mihajlović       | Eintracht Francoforte |          |
| C        | Günter Schlipper         | RW Oberhausen         |          |
| D        | Martin Spanring          | Friburgo              |          |

### Sessione invernale
| Acquisti | Acquisti | Acquisti | Acquisti |
| R.       | Nome     | da       | Modalità |
| -------- | -------- | -------- | -------- |

| Cessioni | Cessioni           | Cessioni     | Cessioni |
| R.       | Nome               | a            | Modalità |
| -------- | ------------------ | ------------ | -------- |
| A        | Aleksandr Borodjuk | Friburgo     |          |
| A        | Marinus Bester     | Werder Brema |          |

## Risultati

### Bundesliga

#### Girone di andata
| Arbitro: | Strigel |

|                               |           |  |
| Leśniak 32’ Fink 41’ Bach 84’ | Marcatori |  |

| Arbitro: | Fux |

|            |           |  |
| Mulder 79’ | Marcatori |  |

| Arbitro: | Best |

|                                                          |           |                 |
| Ivanauskas 6’ Bäron 13’ von Heesen 37’ (rig.) Lečkov 49’ | Marcatori | 66’ Anderbrügge |

| Arbitro: | Steinborn |

|            |           |                     |
| Scherr 45’ | Marcatori | 12’ Rudy 14’ Weiser |

| Arbitro: | Strampe |

|                                     |           |                       |
| Herrlich 5’ Pflipsen 14’ Dahlin 17’ | Marcatori | 2’ Borodjuk 90’ Linke |

| Arbitro: | Kasper |

|           |           |                                 |
| Linke 43’ | Marcatori | 20’ Yeboah 45’ Bein 68’ Gaudino |

| Kaiserslautern 8 settembre 1993, ore 20:00 CEST 7ª giornata | Kaiserslautern | 0 – 0 referto | Schalke 04 | Fritz-Walter-Stadion (35 000 spett.)\| Arbitro: \| Amerell \| |
| Arbitro:                                                    | Amerell        |               |            |                                                               |

| Arbitro: | Merk |

|                        |           |                        |
| Anderbrügge 28’ (rig.) | Marcatori | 20’, 62’ (rig.) Zárate |

| Karlsruhe 24 settembre 1993, ore 20:00 CEST 9ª giornata | Karlsruhe | 0 – 0 referto | Schalke 04 | Wildparkstadion (19 000 spett.)\| Arbitro: \| Malbranc \| |
| Arbitro:                                                | Malbranc  |               |            |                                                           |

| Arbitro: | Albrecht |

|              |           |            |
| Luginger 75’ | Marcatori | 86’ Hobsch |

| Arbitro: | Heynemann |

|            |           |                                 |
| Mulder 57’ | Marcatori | 40’ Zeyer 52’ Wassmer 77’ Braun |

| Arbitro: | Jansen |

|                                           |           |                 |
| Kirsten 20’, 27’ Sérgio 22’, 69’ Thom 81’ | Marcatori | 90’ Anderbrügge |

| Gelsenkirchen 23 ottobre 1993, ore 15:30 CET 13ª giornata | Schalke 04 | 0 – 0 referto | Dinamo Dresda | Parkstadion (26 230 spett.)\| Arbitro: \| Amerell \| |
| Arbitro:                                                  | Amerell    |               |               |                                                      |

| Arbitro: | Harder |

|                          |           |  |
| Knup 11’ Walter 70’, 81’ | Marcatori |  |

| Arbitro: | Dellwing |

|                                          |           |            |
| Eckstein 27’, 57’ Anderbrügge 90’ (rig.) | Marcatori | 88’ Rische |

| Arbitro: | Merk |

|            |           |  |
| Preetz 13’ | Marcatori |  |

| Arbitro: | Strampe |

|            |           |               |
| Mulder 87’ | Marcatori | 73’ Nerlinger |

#### Girone di ritorno
| Arbitro: | Scheuerer |

|                                                     |           |         |
| Anderbrügge 42’ Büskens 45’ Eckstein 79’ Mulder 85’ | Marcatori | 3’ Sané |

| Arbitro: | Weber |

|            |           |                |
| Sammer 86’ | Marcatori | 55’ Sendscheid |

| Arbitro: | Habermann |

|            |           |  |
| Scherr 89’ | Marcatori |  |

| Arbitro: | Albrecht |

|          |           |           |
| Kohn 42’ | Marcatori | 38’ Linke |

| Arbitro: | Fux |

|                          |           |           |
| Linke 45’ Sendscheid 86’ | Marcatori | 48’ Salou |

| Arbitro: | Fröhlich |

|            |           |                                                  |
| Yeboah 63’ | Marcatori | 34’ Sendscheid 64’ Mulder 72’ (rig.) Anderbrügge |

| Arbitro: | Schmidt |

|                           |           |  |
| Sendscheid 71’ Mulder 80’ | Marcatori |  |

| Arbitro: | Ziller |

|                        |           |  |
| Anderbrügge 68’ (aut.) | Marcatori |  |

| Arbitro: | Merk |

|                      |           |  |
| Anderbrügge 74’, 89’ | Marcatori |  |

| Arbitro: | Zerr |

|  |           |            |
|  | Marcatori | 27’ Herzog |

| Arbitro: | Scheuerer |

|                                |           |                                                 |
| Cardoso 12’ (rig.) Rraklli 70’ | Marcatori | 8’ Sendscheid 68’ (rig.) Anderbrügge 85’ Mulder |

| Arbitro: | Harder |

|            |           |            |
| Mulder 41’ | Marcatori | 73’ Sérgio |

| Arbitro: | Berg |

|            |           |  |
| Penksa 56’ | Marcatori |  |

| Arbitro: | Fischer |

|  |           |          |
|  | Marcatori | 30’ Knup |

| Arbitro: | Scheuerer |

|                                   |           |                         |
| Bittencourt 71’ Anders 82’ (rig.) | Marcatori | 30’ Müller 44’ Luginger |

| Arbitro: | Dardenne |

|              |           |                                          |
| Eckstein 73’ | Marcatori | 7’ Weidemann 70’ (aut.) Müller 77’ Közle |

| Arbitro: | Fröhlich |

|                           |           |  |
| Matthäus 49’ Jorginho 60’ | Marcatori |  |

### Coppa di Germania
| Arbitro: | Assenmacher |

|              |           |  |
| Luginger 98’ | Marcatori |  |

| Arbitro: | Habermann |

|                          |           |                              |
| Eckstein 27’ Mulder 113’ | Marcatori | 87’, 114’ Kreuzer 119’ Ziege |

## Statistiche

### Statistiche di squadra
| Competizione      | Punti | In casa | In casa | In casa | In casa | In casa | In casa | In trasferta | In trasferta | In trasferta | In trasferta | In trasferta | In trasferta | Totale | Totale | Totale | Totale | Totale | Totale | DR  |
| Competizione      | Punti | G       | V       | N       | P       | Gf      | Gs      | G            | V            | N            | P            | Gf           | Gs           | G      | V      | N      | P      | Gf     | Gs     | DR  |
| ----------------- | ----- | ------- | ------- | ------- | ------- | ------- | ------- | ------------ | ------------ | ------------ | ------------ | ------------ | ------------ | ------ | ------ | ------ | ------ | ------ | ------ | --- |
| Bundesliga        | 29    | 17      | 7       | 4       | 6       | 23      | 20      | 17           | 3            | 5            | 9            | 15           | 30           | 34     | 10     | 9      | 15     | 38     | 50     | -12 |
| Coppa di Germania | -     | 2       | 1       | 0       | 1       | 3       | 3       | 0            | 0            | 0            | 0            | 0            | 0            | 2      | 1      | 0      | 1      | 3      | 3      | 0   |
| Totale            | 29    | 19      | 8       | 4       | 7       | 26      | 23      | 17           | 3            | 5            | 9            | 15           | 30           | 36     | 11     | 9      | 16     | 41     | 53     | -12 |

### Andamento in campionato
| Giornata  | 1  | 2  | 3  | 4  | 5  | 6  | 7  | 8  | 9  | 10 | 11 | 12 | 13 | 14 | 15 | 16 | 17 | 18 | 19 | 20 | 21 | 22 | 23 | 24 | 25 | 26 | 27 | 28 | 29 | 30 | 31 | 32 | 33 | 34 |
| --------- | -- | -- | -- | -- | -- | -- | -- | -- | -- | -- | -- | -- | -- | -- | -- | -- | -- | -- | -- | -- | -- | -- | -- | -- | -- | -- | -- | -- | -- | -- | -- | -- | -- | -- |
| Luogo     | T  | C  | T  | C  | T  | C  | T  | C  | T  | C  | C  | T  | C  | T  | C  | T  | C  | C  | T  | C  | T  | C  | T  | C  | T  | C  | T  | T  | C  | T  | C  | T  | C  | T  |
| Risultato | P  | V  | P  | P  | P  | P  | N  | P  | N  | N  | P  | P  | N  | P  | V  | P  | N  | V  | N  | V  | N  | V  | V  | V  | P  | V  | V  | V  | N  | P  | P  | N  | P  | P  |
| Posizione | 15 | 14 | 17 | 16 | 16 | 16 | 16 | 18 | 17 | 18 | 18 | 18 | 18 | 18 | 18 | 18 | 18 | 17 | 17 | 17 | 17 | 15 | 15 | 15 | 15 | 13 | 13 | 13 | 13 | 13 | 13 | 13 | 14 | 14 |

Legenda:

Luogo: C = Casa; T = Trasferta. Risultato: V = Vittoria; N = Pareggio; P = Sconfitta.

### Statistiche dei giocatori
| Giocatore        | Bundesliga | Bundesliga | Bundesliga  | Bundesliga | Coppa di Germania | Coppa di Germania | Coppa di Germania | Coppa di Germania | Totale   | Totale | Totale      | Totale     |
| Giocatore        | Presenze   | Reti       | Ammonizioni | Espulsioni | Presenze          | Reti              | Ammonizioni       | Espulsioni        | Presenze | Reti   | Ammonizioni | Espulsioni |
| ---------------- | ---------- | ---------- | ----------- | ---------- | ----------------- | ----------------- | ----------------- | ----------------- | -------- | ------ | ----------- | ---------- |
| I. Anderbrügge   | 34         | 9          | 1           | 0          | 2                 | 0                 | 0                 | 0                 | 36       | 9      | 1           | 0          |
| M. Bester        | 5          | 0          | 0           | 0          | 1                 | 0                 | 0                 | 0                 | 6        | 0      | 0           | 0          |
| R. Borgmeier     | 1          | 0          | 0           | 0          | 0                 | 0                 | 0                 | 0                 | 1        | 0      | 0           | 0          |
| A. Borodjuk      | 9          | 1          | 0           | 0          | 2                 | 0                 | 0                 | 0                 | 11       | 1      | 0           | 0          |
| M. Büskens       | 31         | 1          | 5           | 0          | 2                 | 0                 | 0                 | 0                 | 33       | 1      | 5           | 0          |
| C. Deering       | 6          | 0          | 1           | 0          | 0                 | 0                 | 0                 | 0                 | 6        | 0      | 1           | 0          |
| S. Dikhtiar      | 1          | 0          | 0           | 0          | 0                 | 0                 | 0                 | 0                 | 1        | 0      | 0           | 0          |
| D. Eckstein      | 21         | 4          | 1           | 0          | 1                 | 1                 | 0                 | 0                 | 22       | 5      | 1           | 0          |
| Y. Eigenrauch    | 25         | 0          | 2           | 0          | 1                 | 0                 | 0                 | 0                 | 26       | 0      | 2           | 0          |
| H. Gehrke        | 14         | 0          | 1           | 0          | 1                 | 0                 | 0                 | 0                 | 15       | 0      | 1           | 0          |
| G. Güttler       | 18         | 0          | 2           | 0          | 0                 | 0                 | 0                 | 0                 | 18       | 0      | 2           | 0          |
| H. Herzog        | 15         | 1          | 4           | 0          | 1                 | 0                 | 0                 | 0                 | 16       | 1      | 4           | 0          |
| A. Hey           | 2          | 0          | 0           | 0          | 0                 | 0                 | 0                 | 0                 | 2        | 0      | 0           | 0          |
| F. Komljenović   | 2          | 0          | 1           | 0          | 0                 | 0                 | 0                 | 0                 | 2        | 0      | 1           | 0          |
| J. Lehmann       | 21         | 0          | 2           | 0          | 1                 | 0                 | 0                 | 0                 | 22       | 0      | 2           | 0          |
| T. Linke         | 31         | 4          | 2           | 0          | 1                 | 0                 | 1                 | 0                 | 32       | 4      | 3           | 0          |
| J. Luginger      | 27         | 2          | 6           | 0          | 2                 | 1                 | 0                 | 0                 | 29       | 3      | 6           | 0          |
| Y. Mulder        | 32         | 8          | 4           | 0          | 2                 | 1                 | 0                 | 0                 | 34       | 9      | 4           | 0          |
| A. Müller        | 27         | 1          | 8           | 0          | 2                 | 0                 | 1                 | 0                 | 29       | 1      | 9           | 0          |
| J. Němec         | 33         | 0          | 4           | 0          | 1                 | 0                 | 0                 | 0                 | 34       | 0      | 4           | 0          |
| M. Pereira       | 1          | 0          | 0           | 0          | 0                 | 0                 | 0                 | 0                 | 1        | 0      | 0           | 0          |
| M. Prus          | 25         | 0          | 4           | 0          | 2                 | 0                 | 0                 | 0                 | 27       | 0      | 4           | 0          |
| U. Scherr        | 22         | 2          | 5           | 0          | 2                 | 0                 | 0                 | 0                 | 24       | 2      | 5           | 0          |
| M. Schierenberg  | 10         | 0          | 1           | 0          | 2                 | 0                 | 1                 | 0                 | 12       | 0      | 2           | 0          |
| M. Schober       | 0          | 0          | 0           | 0          | 0                 | 0                 | 0                 | 0                 | 0        | 0      | 0           | 0          |
| M. Schwiderowski | 0          | 0          | 0           | 0          | 0                 | 0                 | 0                 | 0                 | 0        | 0      | 0           | 0          |
| P. Sendscheid    | 19         | 5          | 2           | 0          | 0                 | 0                 | 0                 | 0                 | 19       | 5      | 2           | 0          |